# Navidezni sij
Navídezni síj ali navídezna magnitúda (oznaka m) zvezde, planeta ali drugega nebesnega telesa je v astronomiji sij (izsev), kot se ga vidi z Zemlje. Navidezni sij torej označuje jakost svetlobe, ki se jo vidi s prostim očesom, oziroma svelobni tok na dani razdalji astronomske enote v fizikalnem merilu.

## Začetki merjenja izseva zvezd
Med prvimi opazovalci je bil Hiparh, ki je razdelil zvezde po siju v šest razredov. Šesti razred je najtežje viden, prvi pa najsvetlejši. Šele v 19. stoletju so točno določili magnitudo. Uporabili so detektor, ki je sprejemal enako količino izsevane svetlobe kot človeško oko ter izmerili, da je vsaka naslednja magnituda 2,5-krat težje zaznavna. S prostim očesom se lahko na jasnem in svetlobno neonesnaženem nebu vidi nekaj več kot 2500 svetlobnih virov, večinoma zvezd.

## Navidezni siji nebesnih teles
Najsvetlejše zvezde imajo navidezni sij približno −1, Sonce ima povprečni navidezni sij −26,8 in Luna −12,6. Najšibkejše zvezde, ki jih oko še zazna, imajo navidezni sij 6, a se ta spreminja glede na opazovalne pogoje. V zelo dobrih pogojih (temna noč, brez Lune na nebu, brez svetlobnega onesnaženja) lahko naraste tudi do magnitude 8. S povprečnimi binokularji se lahko doseže navidezni sij 10m, s srednje velikimi daljnogledi pa tudi 15m.

## Enačba za izračun navideznega sija telesa
Opazovanja z merilniki za svetlobo so pokazala, da je gostota svetlobnega toka zvezde z navideznim sijem 1m stokrat večja kot od zvezde s sijem 6m. Če se upošteva značilnost očesa, da je odziv sorazmeren z logaritmom dražljaja, se dobi enačbo, ki jo je leta 1858 kot fiziološki zakon zapisal angleški astronom Norman Robert Pogson:
{\displaystyle m={\sqrt[{5}]{100}}\log {j_{1} \over j_{2}}\cong 2{,}5119\log {\frac {j_{1}}{j_{2}}}\!\,,}
kjer je:
- j1 – gostota svetlobnega toka zvezde z navideznim sijem 0,
- j2 – gostota svetlobnega toka zvezde

Njegov predlog so sprejeli. Z današnjimi točnimi postopki se lahko meri desetine ali stotine magnitud.

## Navidezni siji nebesnih teles
| navidezni sij [m]        | astronomsko telo                                                                                     |
| ------------------------ | --- |
| −26,73 (−26,91)          | Sonce                                                                                                |
| −12,6                    | polna Luna                                                                                           |
| −9,5                     | največji sij vzbuha satelita Iridium                                                                 |
| −4,7                     | največji sij Venere                                                                                  |
| −3,9                     | največja razločitev sija telesa podnevi s prostim očesom                                             |
| −2,9                     | največji sij Marsa                                                                                   |
| −2,8                     | največji sij Jupitra                                                                                 |
| −1,9                     | največji sij Merkurja                                                                                |
| −1,58                    | najsvetlejša zvezda (razen Sonca) v vidnem: Sirij (α CMa)                                            |
| −0,7                     | druga najsvetlejša zvezda: Kanop (α Car)                                                             |
| 0,0                      | izhodišče po definiciji: Vega                                                                        |
| 0,7 (−0,192)             | največji sij Saturna                                                                                 |
| 3,0                      | največja razločitev sija zvezde v urbanem okolju s prostim očesom                                    |
| 4,6                      | največji sij Ganimeda                                                                                |
| 5,5                      | največji sij Urana                                                                                   |
| 6,0                      | največja razločitev sija zvezde s prostim očesom                                                     |
| 6,7                      | največja sij Cerere                                                                                  |
| 7,7                      | največji sij Neptuna                                                                                 |
| 9,57                     | sij Barnardove zvezde                                                                                |
| 10,2                     | največji sij Japeta                                                                                  |
| 12,6                     | najsvetlejši kvazar                                                                                  |
| 13,0                     | največji sij Plutona                                                                                 |
| 27,0                     | največji sij telesa v vidnem, razločljiv z zemeljskimi daljnogledi premera 8000 mm                   |
| 30,0                     | največji sij telesa v vidnem, razločljiv z Hubblovim vesoljskim daljnogledom (HST)                   |
| 38,0                     | največji sij telesa v vidnem, razločljiv z za leto 2020 načrtovanim Silno velikim daljnogledom (OWL) |
| (glej tudi seznam zvezd) | |